# Petronila de Lorena
Petronila de Lorena, nascida Gertrudes (1082 ou 1086 — 23 de maio de 1144) foi uma condessa consorte da Holanda pelo seu casamento com Florêncio II, Conde da Holanda, e regente da Holanda durante a menoridade de seu filho, Teodorico VI, Conde da Holanda.

## Família
Petronila foi a primeira filha e segunda criança nascida do duque Teodorico II da Lorena e de Edviges de Formbach, viúva de Geraldo de Suplingenburgo. Os seus avós paternos eram o duque Gerardo da Lorena e Edviges de Namur. Os seus avós maternos eram o conde Frederico de Formbach e Gertrudes de Haldensleben.
Ela teve três irmãos por parte de mãe e pai: o duque Simão I da Lorena, marido de Adelaide de Loivana; Frounica, freira em Remiremont, e Hara, abadessa de Bouxières-aux-Dames.
Do segundo casamento de seu pai com Gertrudes de Fladres, teve cinco-meio irmãos: Teodorico da Alsácia, conde de Flandres, marido de Sibila de Anjou; Geraldo; Henrique, bispo de Toul; Balduíno; Ermengarda, esposa do senhor Bernardo de Brancion, e Gisela, esposa do conde Frederico I de Saarbrücken.
Do primeiro casamento de sua mãe com Geraldo de Suplingenburgo, ela teve dois meio-irmãos: Ida, esposa do conde Siegardo X de Tengling, e o imperador eleito Lotário II do Sacro Império Romano-Germânico, marido de Ricarda de Northeim.

## Biografia
Nascida Gertrudes, ela mudou seu nome para Petronila. Em 1113, ela casou-se com o conde Florêncio II, filho de Teodorico V da Holanda e de Otelilda.
O casal teve quatro filhos, três meninos e uma menina. Florêncio faleceu em 2 de março de 1121.
Após a morte do marido, ela tornou-se regente do condado, em nome de seu filho mais velho, Teodorico VI. Ela era descrita como uma regente ambiciosa e dominante que governava com uma "mão de ferro." Em 1123, ela apoiou a revolta do seu meio-irmão, Lotário, Duque da Saxônia, contra o imperador Henrique V do Sacro Império Romano-Germânico. Além disso, após o falecimento de Balduíno VII da Flandres, sem herdeiros, Petronila apoiou a reivindicação de seus filhos ao Condado da Flandres, durante a guerra de sucessão de 1127, contudo, Balduíno foi sucedido por Carlos I de Flandres.
O mandato de regente de Petronila venceu quando o filho atingiu a maioridade em 1129, porém, de acordo com o cronista contemporâneo., Egmond, ela permaneceu a regente de facto até o ano de 1133. Durante a luta pelo poder entre seus dois filhos, Teodorico e Florêncio, o Negro, ela apoiou Florêncio na primeira tentativa, porém, em 1231, ela parou de apoiá-lo.
Em 1133, Petronila fundou a Abadia de Rijnsburg, em Katwijk, no atual Países Baixos, onde ela veio a se aposentar, passando o resto de sua vida no local, tornado-se freira da Abadia. A sua descendente, Ada da Holanda, esteve no comando da Abadia, no século XIII.
Petronila morreu em 23 de maio de 1144, e foi enterrada em Rijnsburg.

## Descendência
- Teodorico VI, Conde da Holanda (1114 - 5 de agosto 1157), sucessor do pai. Foi casado com Sofia de Rheineck, herdeira de Bentheim, com quem teve dez filhos;
- Florêncio, o Negro (1115 - 26 de outubro de 1132), não se casou e nem teve filhos. Foi morto em batalha em Utreque;
- Simão da Holanda, cânone em São Martim em Utreque, de 1131 1 1147;
- Edviges da Holanda (n. 1132), foi uma freira.